# ماري جونسون لوي
ماري جونسون لوي (بالإنجليزية: Mary Johnson Lowe)‏ هي قاضية ومحامية أمريكية، ولدت في 10 يونيو 1924 في نيويورك في الولايات المتحدة، وتوفيت في 27 فبراير 1999 في لاس فيغاس في الولايات المتحدة.